# Beatrice Palner
Beatrice Palner (31. januar 1938 i Helsingør – 4. april 2013) var en dansk skuespillerinde, uddannet fra Det kongelige Teaters elevskole i 1959. I januar 2013 fik hun konstateret kræft og døde som følge af sygdommen den 4. april samme år.
Hun blev engageret til Aarhus Teater, men tog af sted på et kortere ophold i Stockholm i 1961 inden hun vendte tilbage til Danmark og fik ansættelse på diverse københavnske teatre, bl.a. Det ny Teater.
Hun har gennem årene optrådt i cabareter og revyer i Aarhus og Rottefælden i Svendborg.
I 1977 medvirkede hun i Cirkusrevyen hvorfra sketchen Trekanten stammer.
I 1961 blev hun gift med skuespillerkollegaen Henning Palner og hed nu ikke mere Sørensen til efternavn. Ægteskabet varede dog kun få år, idet hun i 1965 blev viet til den nu afdøde musiker Ole Nezer, med hvem hun drev flere beværtninger i det indre København.
I tv blev Beatrice Palner for alvor kendt, da hun i 1975 medvirkede i serien John, Alice, Peter, Susanne og lille Verner.

## Udvalgt filmografi
- Fløjtespilleren – 1953
- Kvindelist og kærlighed – 1960
- Støv på hjernen – 1961
- Flemming på kostskole – 1961
- Det støver stadig – 1962
- Frk. Nitouche – 1963
- Støv for alle pengene – 1963
- Passer passer piger – 1965
- Violer er blå – 1975
- Blind makker – 1976
- Den korte sommer – 1976
- Terror – 1977
- Pas på ryggen, professor – 1977
- Vinterbørn – 1978
- Du er ikke alene – 1978
- Langturschauffør – 1981
- Kurt og Valde – 1983
- Take it Easy – 1986
- Lykken er en underlig fisk – 1989